# Hermann Muhs
Hermann Muhs (Jühnde, 16 maggio 1894 – Gottinga, 13 aprile 1962) è stato un politico tedesco.

## Biografia
Dopo la prima guerra mondiale Muhs studiò legge a Gottinga e si laureò nel 1922. Aprì un ufficio e divenne membro del NSDAP nel 1929. Dal 1930 fu membro del parlamento statale prussiano e dopo il 1933 divenne presidente distrettuale di Hildesheim .
Nel 1935 Muhs era il Segretario di Stato nel Reichsministerium für Kirchenfragen. I suoi sforzi di sincronizzazione e l'incompetenza teologica hanno causato molte controversie con le chiese.
Contro gli ordini di Heinrich Himmler che volle disegnare la distanza tra lo Schutzstaffel e la Chiesa, Muhs partecipò ai funerali dell'arcivescovo Karl Joseph Schulte in un'uniforme delle SS nel 1941. Muhs, che aveva il grado di un SS-Oberführer, fu espulso dalla SS. Tuttavia, dopo la morte di Hanns Kerrl, succedette a Kerrl come Ministro degli affari ecclesiastici fino al 1945.
| Controllo di autorità | VIAF (EN) 23110846 · ISNI (EN) 0000 0000 1842 6561 · GND (DE) 125718756 |